# Euxoa sabuletorum
Euxoa sabuletorum là một loài bướm đêm thuộc họ Noctuidae. Loài này có ở miền nam và miền đông Nga.

## Hình ảnh

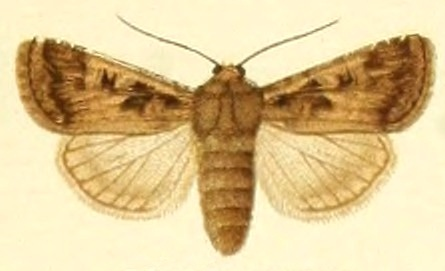